# Yuki Gotō (chanteuse)
Pour les articles homonymes, voir Goto.
Pour les articles homonymes, voir Yuki Gotō.
Yuki Gotō ou Goto, Gotoh, Gotou (後藤夕貴, Gotō Yuki) est une chanteuse et idole japonaise née le 12 juin 1993, membre du groupe féminin de J-pop THE Possible. Elle débute en 2004 au sein du Hello! Project, sélectionnée avec le Hello Pro Egg, et forme THE Possible en 2006. Elle est "graduée" du H!P en 2007 lors du transfert de son groupe sur le nouveau label TNX de son producteur Tsunku, dans le cadre du Nice Girl Project!. Elle est l'homonyme de Yuki Gotō, frère de Maki Gotō du Hello! Project et ex-membre du groupe EE Jump, également produit par Tsunku.

## DVD Solo
1. 8 juin 2011 – Mō sugu Adult (もうすぐアダルトゥ?)

## Liens
- (ja) Blog officiel (Serend)
- (ja) Blog officiel (Ameblo)
- (ja) Fiche officielle au Nice Girl Project!